# Robert de Maussabré-Beufvier
Robert de Maussabré-Beufvier est un homme politique français né le 29 décembre 1864 à Paris et décédé le 27 février 1946 à Paris.
Admis à l'école militaire de Saint-Cyr en 1885, il quitte l'armée en 1897. Conseiller général, il est député des Deux-Sèvres de 1898 à 1906, siégeant à droite avec les monarchistes ainsi qu'au sein du groupe antijuif.